# Un amore di mostro
Un amore di mostro (Love Monster) è una serie animata britannica basata sui libri di Rachel Bright. Viene trasmessa nel Regno Unito su CBeebies dal 27 gennaio 2020, mentre in Italia viene mandata in onda su Boomerang dal 24 maggio 2021 e replicata successivamente lo stesso anno su Cartoonito dal 20 dicembre.

## Trama
Fluffy si diverte con i suoi amici su tante avventure.

## Personaggi e doppiatori[1]
- Fluffy (Love Monster): doppiato in italiano da Claudio Moneta
- Coniglina Morbidina (Tiniest Fluffiest Bunny): doppiata in italiano da Veronica Cuscusa
- Cane Pasticcione (Bad Idea Puppy): doppiato in italiano da Mosé Singh
- Grande Gatto (Elder Kitten): doppiato in italiano da Marco Balbi
- Narratrice: doppiata in italiano da Stefania Patruno

## Episodi
| n° | Titolo originale            | Titolo italiano                        | Prima TV originale | Prima TV Italia |
| -- | --------------------------- | -------------------------------------- | ------------------ | --------------- |
| 1  | Sharing with Others Day     | La giornata della condivisione         | 27 gennaio 2020    | 24 maggio 2021  |
| 2  | Bouncy-Slidey Day           | La giornata del salta e scivola        | 28 gennaio 2020    | 24 maggio 2021  |
| 3  | Three-Legged Race Day       | La giornata della corsa a tre gambe    | 29 gennaio 2020    | 24 maggio 2021  |
| 4  | Show and Tell Day           | La giornata del Mostra e racconta      | 30 gennaio 2020    | 24 maggio 2021  |
| 5  | Perfect Pineapple Party Day | La giornata dell'Ananas Perfetto       | 31 gennaio 2020    | 24 maggio 2021  |
| 6  | Hot, Hot Day                | La giornata molto-molto calda          | 3 febbraio 2020    | 24 maggio 2021  |
| 7  | Accidental Elder Day        | La giornata da grandi-grandi           | 4 febbraio 2020    | 25 maggio 2021  |
| 8  | Paint a Picture Day         | La giornata del "Dipingi un quadro"    | 5 febbraio 2020    | 25 maggio 2021  |
| 9  | Yay for Rain Day            | La giornata "Evviva la pioggia"        | 6 febbraio 2020    | 25 maggio 2021  |
| 10 | Special Surprise Day        | La giornata delle Sorprese Speciali    | 7 febbraio 2020    | 26 maggio 2021  |
| 11 | Clear Out Day               | La giornata del mettere in ordine      | 10 febbraio 2020   | 26 maggio 2021  |
| 12 | Dancing Away Day            | La giornata delle Danze Scatenate      | 11 febbraio 2020   | 26 maggio 2021  |
| 13 | Picnic Night                | La serata del Picnic Sotto le Stelle   | 12 febbraio 2020   | 27 maggio 2021  |
| 14 | Carrot Day                  | La giornata della carota               | 13 febbraio 2020   | 27 maggio 2021  |
| 15 | Give It Another Go Day      | La giornata del "Provaci ancora"       | 14 febbraio 2020   | 27 maggio 2021  |
| 16 | Elder Kitten Day            | La giornata di Grande Gatto            | 6 aprile 2020      | 28 maggio 2021  |
| 17 | Favourite Library Book Day  | La giornata del Libro della Biblioteca | 7 aprile 2020      | 28 maggio 2021  |
| 18 | Happy to Help Day           | La giornata dell'aiuta un amico        | 8 aprile 2020      | 28 maggio 2021  |
| 19 | Plant A Seed Day            | La giornata del Pianta un Seme         | 9 aprile 2020      | 31 maggio 2021  |
| 20 | Snowman Day                 | La giornata dei Pupazzi di Neve        | 10 aprile 2020     | 31 maggio 2021  |
| 21 | Treasure Hunt Day           | La giornata della caccia al tesoro     | 13 aprile 2020     | 31 maggio 2021  |
| 22 | Choose One Thing Day        | La giornata di Cane Pasticcione        | 14 aprile 2020     | 1 giugno 2021   |
| 23 | Topsy Turvey Day            | La giornata al contrario               | 15 aprile 2020     | 1 giugno 2021   |
| 24 | Shooting Star Night         | La notte delle stelle cadenti          | 16 aprile 2020     | 1 giugno 2021   |
| 25 | Switch What You Do Day      | La giornata dello Scambia Lavoro       | 17 aprile 2020     | 2 giugno 2021   |
| 26 | Taking Turns Day            | La giornata del facciamo a turno       | 20 aprile 2020     | 2 giugno 2021   |
| 27 | Favourite Hat Day           | La giornata del Cappello Preferito     | 21 aprile 2020     | 2 giugno 2021   |
| 28 | Hot Chocolate Day           | La giornata della Cioccolata Calda     | 21 settembre 2020  | 3 giugno 2021   |
| 29 | Harvest Day                 | La giornata del Raccolto               | 22 settembre 2020  | 3 giugno 2021   |
| 30 | Kite Day                    | La giornata dell'aquilone              | 23 settembre 2020  | 3 giugno 2021   |
| 31 | Sleepover Night             | La notte in tenda                      | 24 settembre 2020  | 8 giugno 2021   |
| 32 | Fluffytown Rocks Day        | La giornata del concerto rock          | 25 settembre 2020  | 8 giugno 2021   |
| 33 | Red Envelope Day            | La giornata delle buste rosse          | 28 settembre 2020  | 8 giugno 2021   |
| 34 | Tidy Up Day                 | La giornata della pulizia              | 29 settembre 2020  | 9 giugno 2021   |
| 35 | Ha Ha Ha Day                | La giornata delle Risate               | 30 settembre 2020  | 9 giugno 2021   |
| 36 | Befriend a Bug Day          | La giornata "Un Insetto per Amico"     | 1 ottobre 2020     | 9 giugno 2021   |
| 37 | Frozen Fun Day              | La giornata sul ghiaccio               | 2 ottobre 2020     | 10 giugno 2021  |
| 38 | Make Something Epic Day     | La giornata delle Creazioni Spaziali   | 5 ottobre 2020     | 10 giugno 2021  |
| 39 | Do Something New Day        | La giornata del fai qualcosa di nuovo  | 6 ottobre 2020     | 10 giugno 2021  |
| 40 | Challenge Yourself Day      | La giornata del Mettersi alla Prova    | 7 ottobre 2020     | 11 giugno 2021  |
| 41 | Super Sounds Day            | La giornata dei Super Suoni            | 8 ottobre 2020     | 11 giugno 2021  |
| 42 | Lost Things Day             | La giornata degli Oggetti Smarriti     | 9 ottobre 2020     | 11 giugno 2021  |